# Jan Wyka
Jan Wyka (Zalíshchiki, 1 de marzo de 1902 - Varsovia, 20 de septiembre de 1992), nacido Leopold Weissman, fue un poeta y escritor polaco de origen judío y ucraniano que fue activista comunista.

## Biografía
Inicialmente estudió en una escuela secundaria en su ciudad natal, Zaleszczyki, y durante la Primera Guerra Mundial en cursos de secundaria en Viena. Después de la guerra estudió en la facultad de Derecho en la Universidad de Leópolis y estudios polacos y alemanes en la facultad de Humanidades de la Universidad Jaguelónica. Debutó como poeta en la prensa en 1926, mientras en los años 1925-1927 también trabajó como profesor en escuelas secundarias en lugares como Przemyśl.
Wyka fue miembro del Partido Comunista de Ucrania Occidental y del Partido Comunista de Polonia. En los años 1933-1935 fue editor de la revista Lewar. Wyka estuvo luchando en el bando republicano en la guerra civil española primero en el batallón Dąbrowski y luego como teniente del 6º batallón de la XIII Brigada Internacional, editando a la vez la revista Dąbrowszczak.
En los años 1939-1940 sirvió en las Fuerzas Armadas de Polonia, incluyendo: en la 14ª Brigada de Caballería Blindada en Glasgow; Estudió brevemente español en Londres y entre 1942 y 1944 fue tratado en un hospital psiquiátrico. Desmovilizado en 1944. Desde 1945 fue representante del Gobierno Provisional. Ese mismo año se trasladó a Varsovia.  
Con el fin de la guerra, en los años 1945-1946 fue editor de la revista Chłopska Droga y luego trabajó en el departamento de Asuntos Exteriores del Comité Central del Partido Obrero Unificado Polaco (1946-1956). Hasta 1958 fue miembro del Comité Principal de la sección Dąbrowa del ZBoWiD y de la Junta Directiva de la Unión de Escritores Polacos. Enterrado en el cementerio del norte de Varsovia.

## Obras
- Hiszpańska Warszawianka (Varsoviano español).
- Szorstki wiersz (Poema tosco).
- Pieśń o Saragossie (Canción de Zaragoza).
- Gorzki owoc (Fruta amarga).
- O północy (A medianoche).
- Kompozycje rojeń (Composiciones de enjambres).
- Zapiski na karteluszkach (Notas sobre las tarjetas).
- Przywidzenia (Ilusiones).
- Szare i czerwone (Gris y rojo).
- Hiszpańskie trasy (Rutas españolas).
- Mity okrężne (Mitos circulares).
- Wcielenia jednego płaszcza (Encarnaciones de un solo abrigo).